# ایگور اویستراخ
ایگور اویستراخ (اوکراینی: Ігор Давидович Ойстрах؛ ۲۷ آوریل ۱۹۳۱ – درگذشته ۱۴ اوت ۲۰۲۱) یک نوازندهٔ ویولن و مدرس موسیقی اهل اوکراین بود.
او دانش‌آموختهٔ کنسرواتوار دولتی چایکوفسکی مسکو و مدرس موسیقی در «هنرستان سلطنتی موسیقی بروکسل» بود.
ایگور اویستراخ فرزند نوازندهٔ برجستهٔ ویولن و ویولا، «داوید اویستراخ» و یکی از برندگانِ جایزه هنرمند مردمی اتحاد جماهیر شوروی بود.
«سیارک ۴۲۵۱۶ اویستراخ» را به افتخار او و پدرش، بدین عنوان نامگذاری کرده‌اند. دایرةالمعارف بریتانیکا او را «به خاطر تفاسیر ناب و مدرنیستی‌اش» توصیف کرده است.